# Carl Carlson Rides Again
«Carl Carlson Rides Again» (укр. «Карл Карлсон знову на коні») — чотирнадцята серія тридцять четвертого сезону мультсеріалу «Сімпсони», прем'єра якої відбулась 26 лютого 2023 року у США на телеканалі «Fox».
Повторний показ серії 23 липня  2023 року був присвячений пам'яті співака Тоні Беннетта, який за 2 дні до того у віці 96 років.

## Сюжет
Карл Карлсон вирішує привести себе у форму для гри в боулінг до початку сезону. Після дієвого схуднення Карлу знадобився ремінь. Він використовує свій старий ремінь із пряжкою з чоловіком, який їде верхи на бику.
«Кегельмани» готуються до гри, коли Карл бачить красиву темношкіру жінку, яка одразу вражає його. Карл знайомиться з Наймою, і зрештою, проводить день, граючи в боулінг з нею. Вони з Наймою вирішують знову зустрітися в п'ятницю у «SoulHouse», ресторані, яким володіє Найма.
Карл готується до свого побачення. Коли люди в перукарні бачать пряжку ременя Карла, вони дражнять його через неї, мовляв який з темношкірого ковбой. Після стрижки Карл йде купувати новий одяг, де працівник магазину пропонує подарувати Карлові одяг в обмін на пряжку ременя. Карл приймає пропозицію й отримує стильний одяг. Під час побачення Найма розповідає про себе більше, після чого розпитує Карла про нього самого. Однак, Карл не знає про своїх предків чи минуле. Прикидавшись кимось, ким він не є, Карл не справив враження на Найму. На прощання вона радить зрозуміти, ким він є…
Побачення пройшло невдало, і Карл повернувся до таверни Мо. Карл розповідає, що пряжка ременя, яку він продав, була єдиною річчю, яку він отримав від своїх біологічних батьків. Однак, завсідники не готові обговорювати питання расової приналежності, тож Карл іде з бару.
Гомер хвилюється за свого друга, тож вони вирішують повернути пряжку ременя. Однак вони виявляють, що працівник магазина одягу продав її Багатому Техасцю. Той своєю чергою розповідає, що продав пряжку своєму другові Генрі Луїсу Гейтсу молодшому. Коли доктор Гейтс дізнається, що Карл не знає історії своєї родини, він запрошує Карла на своє шоу. Гейтс розповідає, що родина Карла походить від колишнього раба Елліс, який став ковбоєм. Батько Карла, Ваятт, був вершником на биках і виграв пряжку пояса після 20-секундної їзди на бику. Дізнавшись своє походження, Карл стає більш впевненим у своїй особистості.
Карл запрошує своїх друзів і Найму подивитися, як він доводить собі, що ковбой. Усі намагаються відмовити Карла, але той одно осідлає бика три секунди. Найма вражена Карлом за те, що він вислухав її пораду про самоусвідомлення, й у кареті «швидкої» вона здає Карлу кров.

## Виробництво
Сценаристка серії Лоні Стіл Состхенд була натхненна серіалом «Єллоустоун». «Я згадала це тому, що історії про темношкірих ковбоїв нарешті привертають увагу в Голлівуді. Ми, я сподіваюся, на передовій». Состхенд також говорила, що досліджуючи матеріал для епізода вона багато слухала «The Black Cowboy Podcast». Вона додала:
|  | Я спілкувалася з Алексом [Алексом Дезертом, «голосом» Карла з 32 сезону мультсеріалу], і він розповів, наскільки він ототожнює себе з цією історією. Він гаїтянського походження, і він розповідав, що виріс у єврейському районі Нью-Йорка. Це не буквально те, що ми робимо з Карлом, так само, як це не зовсім схоже на мій досвід [зростання у багаторасовій родині], але це тематично про припущення, які ми робимо щодо ідентичності. Було цікаво потрапити в це з цим персонажем. Це справді піднімає його на ще один рівень. |

## Культурні відсилання та цікаві факти
- Ліса Сімпсон не з'являється у серії. Це робить її першим епізодом, у якому немає Ліси.
  - Меґґі Сімпсон так само відсутня у серії.
- У серії кілька разів, наприклад, коли Карл грає з Наймою в боулінг, грає пісня «Beyond» Леона Бріджеса[3].
- Коли Гомер переписується з друзями, він використовує абревіатуру «LHC» («ВАК»), яка є скороченням від «великий адронний колайдер» (англ. «Large Hadron Collider»)[4].
- Коли Карл їде верхи на бику, грає пісня «Black Cowboy» співака Eek-A-Mouse[5].

## Ставлення критиків і глядачів
Під час прем'єри серію переглянули 1,18 млн осіб, з рейтингом 0.3, що зробило її найпопулярнішим шоу на каналі «Fox» тієї ночі.
Тоні Сокол з «Den of Geek» дав серії чотири з п'яти зірок, сказавши:
|  | Це ніжна серія, що торкається ніжної сторони серіалу. Історія надзвичайно добре зосереджена на характері Карла, і ми дізнаємося про нього більше, ніж майже будь-хто в місті зараз. Романтична історія міцна, але цей епізод — це, скоріше, навчання з неймовірними, але приємними поворотами. |

Джон Шварц із сайту «Bubbleblabber» оцінив серію на 9/10, сказавши, що йому сподобалося, що «нова кохана Карла захоплює тим, що ми бачимо не лише потенційні сюжетні лінії з більшою динамікою темношкірих, а й історію старішого самотнього життя, яке набагато сучасніше в останнє десятиліття всупереч більш старомодному стилю».
У квітні 2024 року сценаристка серії Лоні Стіл Состхенд здобула премію Гільдії сценаристів Америки в області анімації 2023 року.
Згідно з голосуванням на сайті The NoHomers Club більшість фанатів оцінили серію на 4/5 із середньою оцінкою 3,72/5.